# Плід

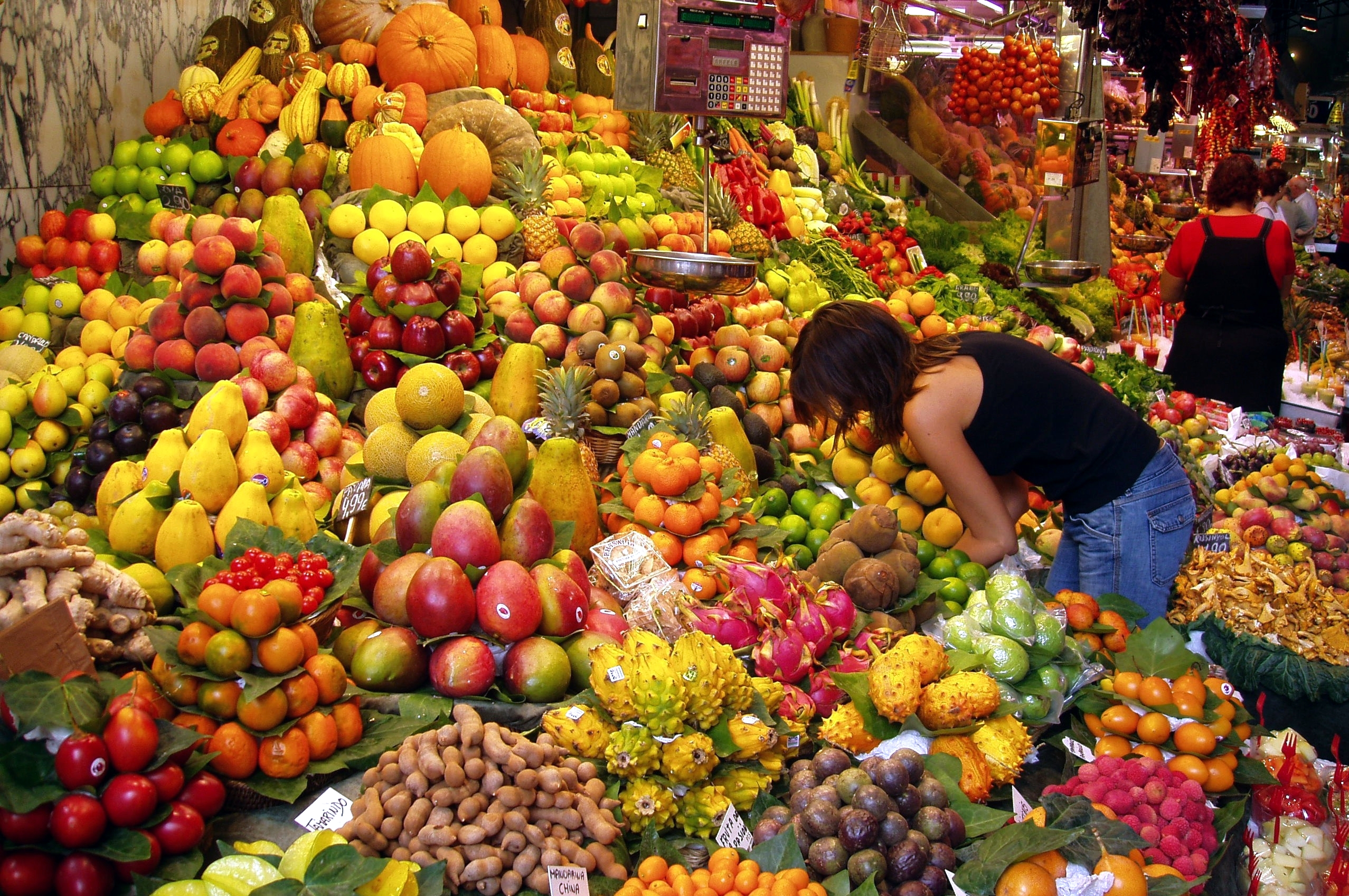
Плоди у фруктовій крамниці в Барселоні

Плід — орган покритонасінних рослин, що утворюється після запліднення з маточки та здебільшого ще й з деяких інших частин квітки (квітколожа, оцвітини, квітконіжки) внаслідок їхнього розростання та видозмінення; слугує для захисту і розповсюдження насіння.
Плід — це ще одна адаптація, разом із квітами, яка сприяла еволюційному успіху покритонасінних рослин. Подібно до того, як квіти приваблюють комах для перенесення пилку, багато плодів також намагаються привабити тварин, щоб ті поширювали їхнє насіння. Якщо тварина з'їсть плід, багато насіння, що міститься в ньому, неушкодженим проходить через травний тракт тварини, а потім потрапляє у відповідне місце для проростання. Однак не всі плоди для розсіювання насіння мають бути їстівними. Інші, наприклад чортополох, розсіюються, чіпляючись за шерсть тварин. Деякі утворюють крилаті структури, щоб розсіюватися за вітром, як, наприклад, клени. Різноманітність типів плодів, які витворили покритонасінні в процесі своєї еволюції, дозволила їм проникнути та завоювати всі можливі наземні середовища існування.
У голонасінних та неквітучих рослин немає справжніх плодів, хоча певні репродуктивні структури, такі як соснові шишки, часто помилково вважають плодами.
Багато рослин культивують тому, що на них ростуть їстівні, часто ароматні, смачні та соковиті плоди, які називаються фруктами.
Наука, що вивчає плоди й насіння, називається карпологією.

## Будова плоду
Плід складається з зовнішньої частини — оплодня (перикарпу) й насінини (або насінин), що розвивається всередині плода. Іноді плід утворюється без запліднення (партенокарпія). В оплодні розрізняють 3 шари: зовнішній — екзокарпій, середній — мезокарпій і внутрішній — ендокарпій. Екзокарпій переважно тонкий, іноді утворює різні вирости (наприклад, у клена). Зазвичай — особливо у соковитих плодів — найкраще розвинутий мезокарпій, який часто буває м'ясистим, з великим вмістом цукрів (у черешні, персика) або олій (у маслини, авокадо). Ендокарпій тонкий; нерідко він видозмінюється і перетворюється на кам'янисту тканину — кісточку (у вишні, абрикоси). Залежно від будови й консистенції оплодня плоди поділяють на соковиті та сухі. У простих соковитих плодів весь оплодень або його частина соковита, м'ясиста з однією насіниною (кістянка) або багатьма (ягода, яблуко, гарбузина). Складні соковиті плоди утворюються або з кількох окремих квіток (супліддя у шовковиці), або з кількох маточок однієї квітки (багатокістянку у малини). Сухі плоди мають сухий шкірястий або дерев'янистий оплодень; серед них розрізняють розкривні плоди (біб, стручок, коробочка), нерозкривні (горіх, горішок, зернівка, сім'янка, крилатка), членисті, що поділяються поперечно на окремі частини з насінинами (у редьки дикої, верблюжої колючки), та дробні, які розпадаються поздовжньо на однонасінні елементи (у мальви, кленів, зонтичних).

## Розвиток плоду
Плід формується із зав'язі маточки після запліднення і є характерною ознакою квіткової рослини. Саме через наявність плода квіткові рослини називаються покритонасінними. Тканини плоду закладаються при формуванні квітки й утворюються із зав'язі, але нерідко в цьому процесі беруть участь інші частини квітки (квітколоже, оцвітина, квіткові луски).
Розвиток плодів можна розділити на 4 фази:
1. формування зав'язі до запилення;
2. ріст за рахунок поділу клітин зразу після запилення та запліднення;
3. ріст за рахунок розтягування клітин;
4. визрівання.

Різке посилення поділу клітин зав'язі спостерігається після запилення. Потім наступає фаза розтягування клітин. Характер росту знаходиться у тісній залежності від типу плоду. Сигмоїдна крива росту плодів характерна для помідорів, яблук, груш, авокадо й ін. В даному випадку клітини діляться майже виключно під час формування квіткової бруньки. Після запилення поділ клітин ще деякий час продовжується. Подальше збільшення розмірів іде за рахунок розтягування.
У плодів типу кістянок (абрикоса, слива, вишня й ін.) ріст характеризується подвійною сигмоїдною кривою. Перший швидкий період росту обумовлений розростанням зав'язі, нуцелуса та інтегументів насіння, а зародок та ендосперм майже не розвиваються. Коли у 2-й фазі починається розвиток зародка, зав'язь росте дуже слабо. В той же час проходить склерифікація кісточки. Коли зародок досягає повної зрілості, починається другий прискорений розвиток плоду, який продовжується до його повного дозрівання. Таким чином спостерігається взаємозв'язок між розвитком насіння й ростом плодів.
Регуляція розвитку плодів пов'язана із запиленням. Уже саме розміщення навіть чужорідного пилку на приймочку, без запліднення, індукує розростання стінок зав'язі без розвитку насіння. Цю дію можна замінити мертвим пилком або екстрактами з нього. Діючі фактори — речовини гормональної природи, ауксини і гібереліноподібні сполуки.
Запліднена яйцеклітина, ендосперм і насіння, що розвиваються, мають сильний контролюючий вплив на ріст плодів. Так, недорозвинене насіння в силу певних причин (комахи-шкідники) є причиною передчасного опадання плодів. Нерівномірний розвиток насіння приводить до деформації плодів.
Сім'я бруньки і насіння регулюють ріст плодів за допомогою гормонів. Насіння, що розвивається, є місцем синтезу ауксинів, гіберелінів, цитокінінів. Власне ці речовини роблять недозрілий плід центром притягування поживних речовин. Тому розвиток плодів пов'язаний з помітною зупинкою вегетативного росту, а у однолітніх — із старінням усієї рослини.
Рівень та співвідношення гормонів від часу запліднення до дозрівання плодів сильно змінюється. Так, зразу ж після запліднення спостерігається максимум активності гіберелінів. Трошки пізніше максимальної активності досягають ауксини. Зростання кількості ауксинів збігається з переходом ендосперму до клітинного поділу, а досягнення максимуму — з активним ростом зародка. Наступний пік ауксинів пов'язаний з посиленням клітинного поділу на периферії ендосперму в уже сформованому насінні.
Найвищий рівень цитокінінів характерний для дуже молодих плодів та насіння. Дозрівання плодів супроводжується продукуванням етилену, який різко прискорює завершальну фазу їх розвитку.
Розміри меристем, які обумовлюють розміри плодів, сильно залежать від їх постачання поживними речовинами, тим більше — від метаболізму цілої рослини.
При розвитку плодів та насіння відбуваються значні метаболічні зміни. Так, дихання плодів, дуже інтенсивне на перших етапах розвитку, знижується у міру їх росту і дещо посилюється у соковитих плодів у період дозрівання. При диханні витрачаються цукри та органічні кислоти. Асиміляти в основному поступають у плоди з фотосинтезуючих листків, хоч частина з них може синтезуватися у хлоропластах недозрілих плодів. Серед органічних кислот у плодах переважають трикарбонові (яблучна, лимонна, винна та ін.). У великих кількостях накопичуються ароматичні кислоти. Під час росту їх уміст та співвідношення змінюється. Накопичення органічних речовин залежить і від кліматичних факторів, і від виду рослин.
Процеси дозрівання починаються, коли плоди закінчують свій ріст. На початкових етапах дозрівання в плодах переважають процеси синтезу речовин. Далі дозрівання соковитих плодів характеризується зниженням співвідношення кислот та цукрів, утворенням ароматичних речовин, розкладом хлорофілу і дубильних речовин, накопиченням антоціанів і ін. вакуолярних пігментів, зменшенням твердості та пружності тканин шляхом гідролізу пектинових речовин клітинних стінок. В цей період різко підвищується дихання тканин перикарпу (клімактеричний підйом дихання), що супроводжується посиленим синтезом етилену. Вплив екзогенного етилену прискорює процеси дозрівання, що підтверджує його роль як фітогормона, що стимулює достигання плодів.
Цікаво, що динаміка накопичення цукрів при дозріванні у плодах різних видів рослин неоднакова. Так, у помідорів вміст цукрів підвищується за рахунок моносахаридів при майже незмінному вмісті сахарози. У дині, навпаки, вміст сахарози зростає, тоді як вміст моносахаридів та крохмалю залишається майже незмінним. Плід стає м'яким і запашним. Твердість плодів також залежить від наявності в них пектинових і дубильних речовин. При дозріванні перикарпу плодів змінюється активність багатьох ферментів, спостерігаються зміни складу пігментів. Так, у помідорах з'являється лікопін, в абрикосах — каротин. В період дозрівання більшість плодів має характерний аромат, що обумовлено присутністю складних ефірів, синтез яких проходить із використанням значної кількості кисню. Накопичується вітамін С, біосинтез якого також вимагає наявності кисню.
Завершення процесів дозрівання супроводжується формуванням відокремлювального шару в плодоніжці та опаданням плодів. Формування відокремлювального шару індукує зниження вмісту ауксинів і високий рівень етилену.
- Після проходження періоду дозрівання плід вступає у фазу відмирання. Отже, покритонасінні — найбільш високоорганізовані вищі рослини. Від інших рослин вони відрізняються наявністю квітки з пристосуванням до перехресного запилення, маточкою, що захищає насінні зачатки, подвійним заплідненням та утворенням плоду з насінням. У квіткових рослин відбувається подальша редукція гаметофітів. В результаті подвійного запліднення у них утворюється ендосперм, який забезпечує живлення зародка для його розвитку, що підвищує життєвість нової рослини.

## Види плодів

### Справжні
- Соковиті плоди
  - Кістянка — однонасінний плід з соковитим оплоднем, утворений одним плодолистком.
  - Складні кістянки — утворюються з кількох маточок однієї квітки.
  - Ягода — соковитий багатонасінний плід.
  - Супліддя — кілька зрослих між собою плодів, кожний з яких утворився з окремої квітки щільного суцвіття. (наприклад, у шовковиці, інжиру, ананасу)
- Сухі плоди
  - Розкривні
    - Біб — сухий одногніздий плід, що утворюється з одного плодолистка і при дозріванні розтріскується на 2 стулки..
    - Коробочка — сухий розкривний плід, утворений двома і більше плодолистками.
    - Листянка — сухий одногніздий багатонасінний плід, що розкривається по одній стулці і утворений одним плодолистком.
    - Стручок — сухий розкривний плід, утворений двома плодолистками, розкривається по двох стулках.

  - Нерозкривні
    - Горіх — сухий нерозкривний плід з шкірястим оплоднем, утворений кількома плодолистками.
    - Зернівка — сухий нерозкривний плід з плівчастим оплоднем, що зростається з шкіркою насінини.
    - Сім'янка — сухий однонасінний нерозкривний плід, утворений двома плодолистками.
    - Крилатка — сім'янка або горіх з крилоподібним придатком оплодня. Форма крилатки уможливлює вітру переносити сім'я на далеку відстань

### Несправжні плоди
Несправжні плоди — плоди, в утворенні яких беруть участь крім зав'язі й інші частини квітки (квітколоже, оцвітина). Є в яблуні, груші, суниць.

###### Прості плоди
- пшениця
- вишня

##### складні плоди
- малина
- ожина

## Форма та розмір

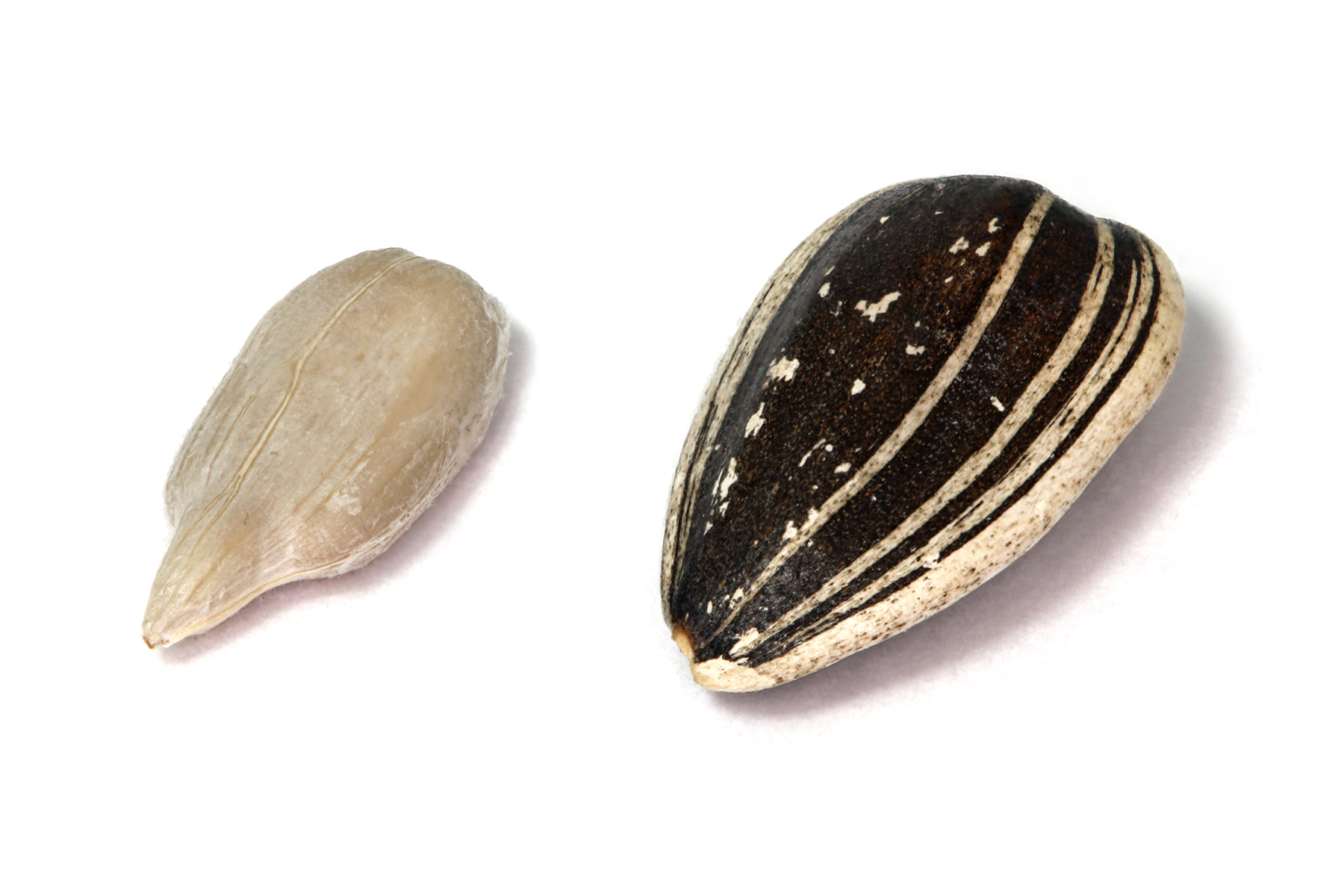
Насіння соняшника, зліва очищене від лушпиння

Плоди, залежно від виду, можуть мати різні форми: кулясту, грушоподібну, циліндричну, спіральну, чіткоподібну, лінзоподібну, крилату та багато інших. Таким чином, кожен вид характеризується особливою неповторною формою своїх плодів. На додаток до всього, поверхня плоду може бути гладкою, бородавчастою, колючою і так далі.
Ще однією важливою і водночас надзвичайно мінливою ознакою є розмір плодів: від великих (наприклад, боби коров'ячого гороху (Vigna unguiculata) із сімейства Бобові можуть перевищувати в довжину один метр; дуже великі плоди можуть бути у гарбуза, кавуна) до дрібних і дуже дрібних (менше одного міліметра) у трав'янистих рослин.

## Функції плоду
Незалежно від походження і зовнішнього вигляду, плід виконує три основні функції: утримувати та захищати насіння під час його розвитку, сприяти його поширенню після дозрівання та приваблювати тварин, які сприяють його подальшому поширенню. Плоди, крім захисту насіння під час його розвитку, повинні сприяти його розповсюдженню, або розсіюючи його, або відокремлюючи себе і насіння від материнської рослини. У примітивних сперматофітів ізольоване насіння виступає як функціональна одиниця поширення. У покритонасінних, з іншого боку, ця функція в принципі неможлива, оскільки насіння міститься в зрілих плодових оболонках. З іншого боку, розсіювання насіння має особливе значення для рослин, щоб нащадки кожної особини не залишалися поруч один з одним і з материнською рослиною, що сильно посилило б конкуренцію між ними за ресурси. Розсіювання далеко від материнської рослини не тільки знижує ймовірність конкуренції між близькоспорідненими особинами, а й сприяє вивченню та освоєнню нових місць проживання
Плоди мають різні стратегії розповсюдження. Один з них, у випадку анемохорозних плодів, полягає у використанні вітру. Такі плоди зазвичай легкі та мають такі структури, як крила або волоски, які полегшують їх перенесення вітром (наприклад, плоди клена). Ще одна стратегія, яку використовують зоохорні плоди, — це використання переваг тварин. Тварини можуть розсіювати плоди двома різними способами. Перший — прикріплюючись до пір'я або волосків (так звані епізоохорні плоди) за допомогою гачків або волосків, які допомагають їм легше триматися на тварині, як, наприклад, наприклад, у ксантіума (Xanthium). У другому випадку тварини поїдають плоди (ендозоохорні плоди) і за допомогою соків травного тракту розщеплюють оболонки та виводять готове до проростання насіння разом з фекаліями. Щоб привабити тварин, ці плоди часто бувають яскраво забарвленими, м'ясистими та соковитими. Деякі плоди рослин, пов'язаних з водним середовищем існування, розсіюються водою, як, наприклад, кокосовий горіх. Їх називають гідрохорами. Нарешті, інші, які називаються автохорними плодами, мають механізми для розкриття та викидання насіння, наприклад, бобові. Існують види, відомі як «полікори», плоди яких поширюються більш ніж одним агентом або переносником. У деяких випадках плоди можуть мати різні типи плодів (стан, відомий як «гетерокарпія»), як це відбувається у квіткових голівках деяких видів рослин, де присутні ципсели з різною морфологією, з наявністю або відсутністю паппуса, що забезпечує гнучкіше та ефективніше розсіювання.

## У культурі

### Фестиваль томатів у Валенсії

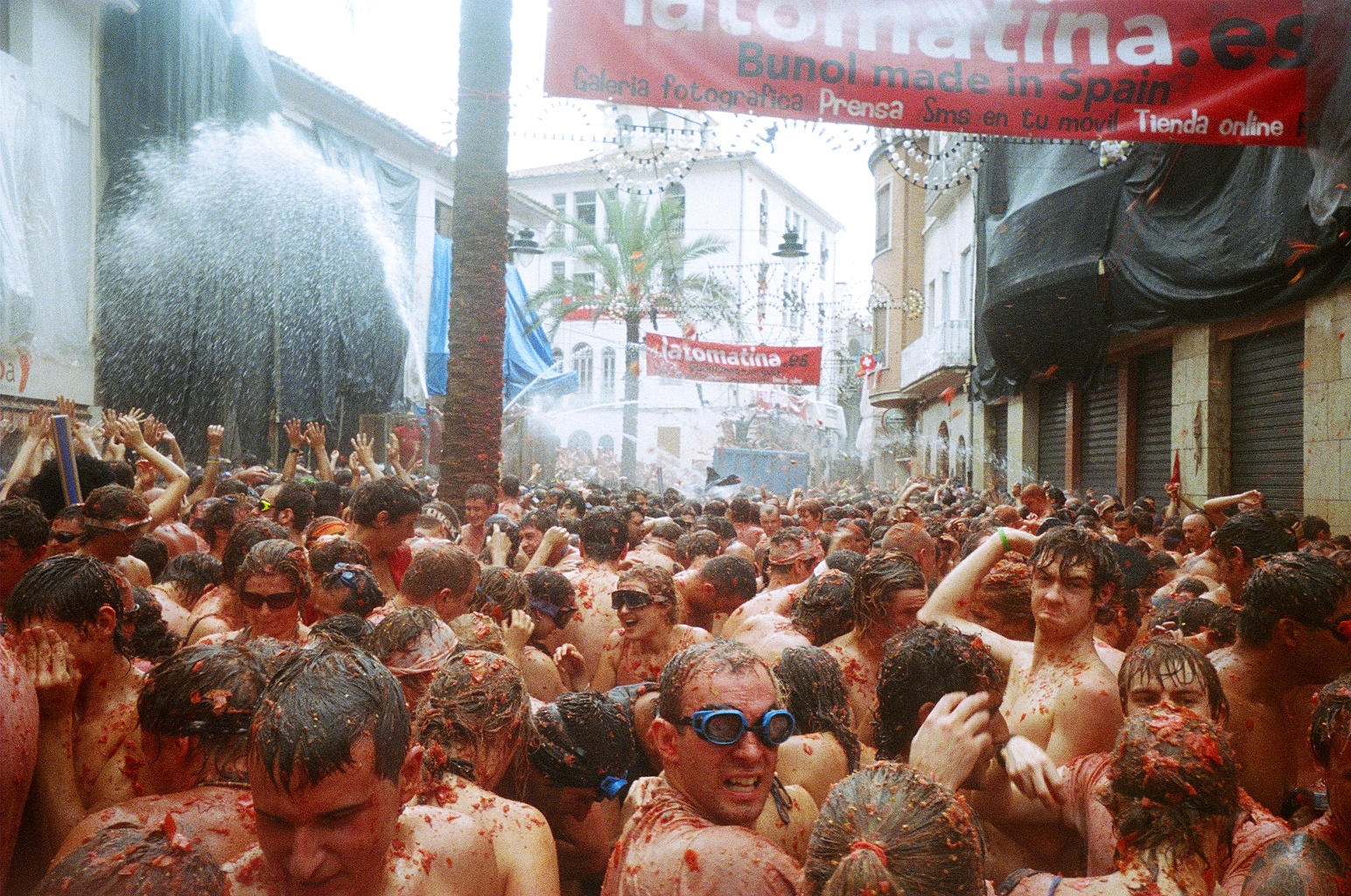
Томатіна-2006

Ла Томатіна (ісп. La Tomatina) — щорічне свято, яке проходить в останній тиждень серпня в іспанському місті Буньоль, автономна спільнота Валенсія. Десятки тисяч учасників приїжджають із різних країн для участі у битві, «снарядами» в якій служать помідори.
Фестиваль триває тиждень і включає музичні номери, ярмарок, парад, танці та салют. У ніч перед томатним боєм проводиться конкурс із приготування паельї. Населення Буньоля становить 9 тисяч осіб, однак в період свята сюди приїжджають до 40 тисяч туристів. У зв'язку з тим, що житла для всіх туристів у Буньйолі не вистачає, багато учасників змушені приїжджати на поїзді або автобусі з Валенсії, яка знаходиться за 38 кілометрів від місця майбутньої помідорової битви. Під час підготовки до фестивалю власники магазинів закривають великими пластиковими щитами вікна своїх закладів, щоб захистити їх від майбутнього божевілля, під час якого використовується понад 100 тонн помідорів.
Свято починається о 10 годині ранку. Безліч вантажівок, завантажених помідорами, в'їжджають на центральну площу міста Плаза-дель-Пуебло. Томати везуть із сусідньої автономної спільноти Естремадура, де вони дешевші. Сигналом до початку бою служить постріл із водяних гармат. Згідно з прийнятими правилами, під час битви кожен учасник сам за себе, а для запобігання травм перед кидком помідор повинен бути розчавлений. Також за правилами не можна приносити із собою предмети, здатні завдати серйозних ушкоджень, наприклад, скляні пляшки. Хаос триває рівно годину, після чого водомети роблять другий залп, подаючи сигнал до завершення битви. Після цього моменту помідорами кидатися більше не можна. У процесі очищення пожежні автомобілі змивають залишки томатів водою, що подається з римського акведука, що проходить на північ від міста. Учасники відмиваються в річці, або їх обливають зі шлангів місцеві жителі.

### Битва апельсинів

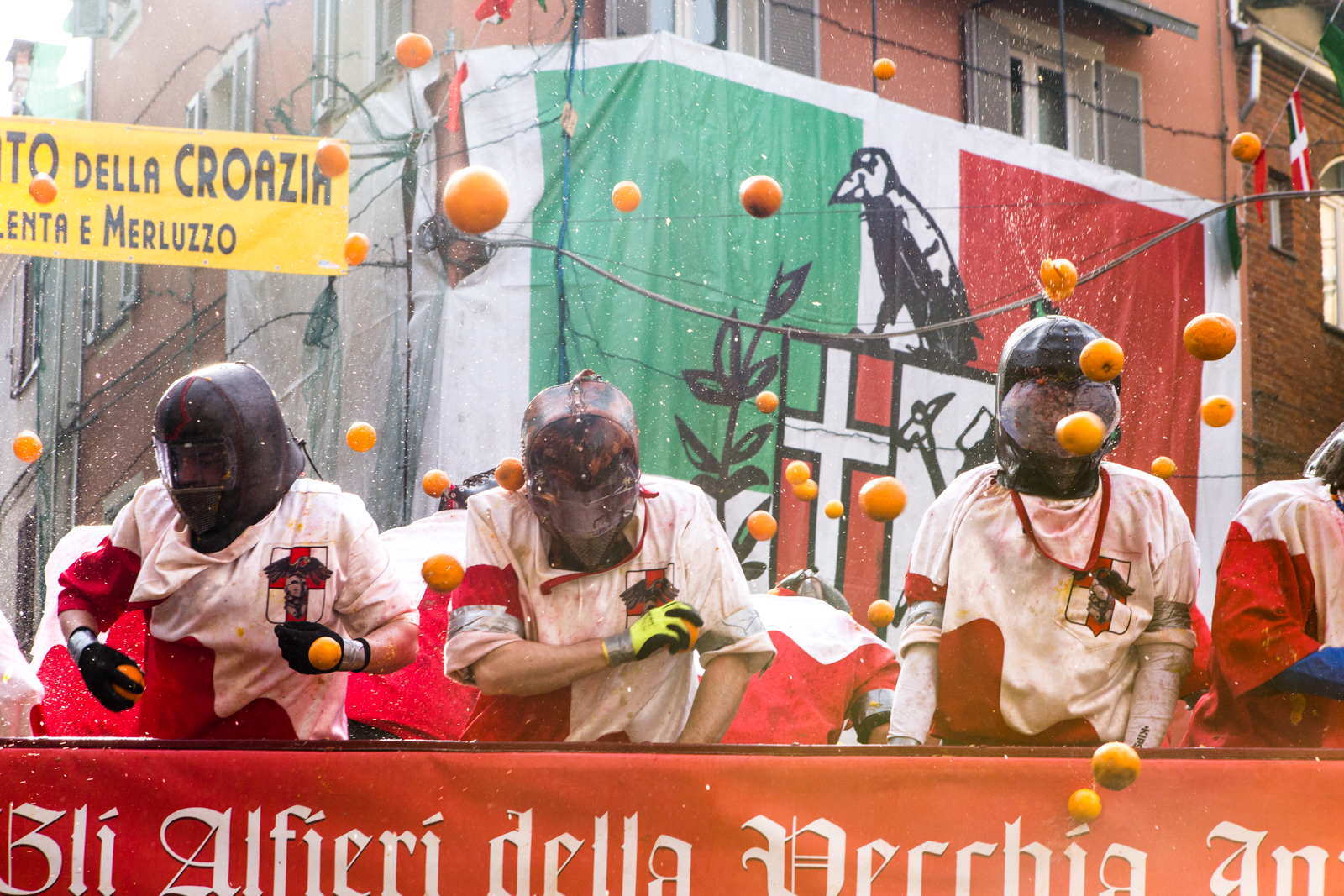
Битва апельсинів

Місто Івреа зараз найбільш відоме своїм традиційним карнавалом, в рамках якого відбувається «Битва апельсинів». У битві беруть участь тисячі городян, розділених на 9 команд. Карнавал проходить у лютому, триває три дні (з неділі по вівторок), і закінчується у Жирний вівторок урочистою панахидою. За традицією той, хто закриває карнавал, вимовляє фразу: «Побачимося в наступний Жирний вівторок о першій годині дня».
За легендою, що існує близько восьми століть, Віолетта, дочка мірошника, відмовила герцогу, який хотів скористатися своїм правом першої шлюбної ночі ; вона відрізала йому голову. Голову герцога нині символізують апельсини, а помаранчевий колір — символ бунтівників, які врятували дівчину від стражників герцога.
Глядачі не мають права кидати апельсини під час битви, але їх дозволено залучати до команд; якщо вони надінуть руді шапки, то в них теж можна буде кидатися фруктами.
Раніше замість апельсинів у битві використовували яблука. Не дуже зрозуміло, чому тепер використовуються апельсини: вони не ростуть у цих краях і їх доводиться доставляти із Сицилії. 1994 року під час карнавалу було витрачено 265 000 кілограмів апельсинів. У 2011—2012 роках внаслідок битв різні пошкодження отримали понад півтори сотні людей.

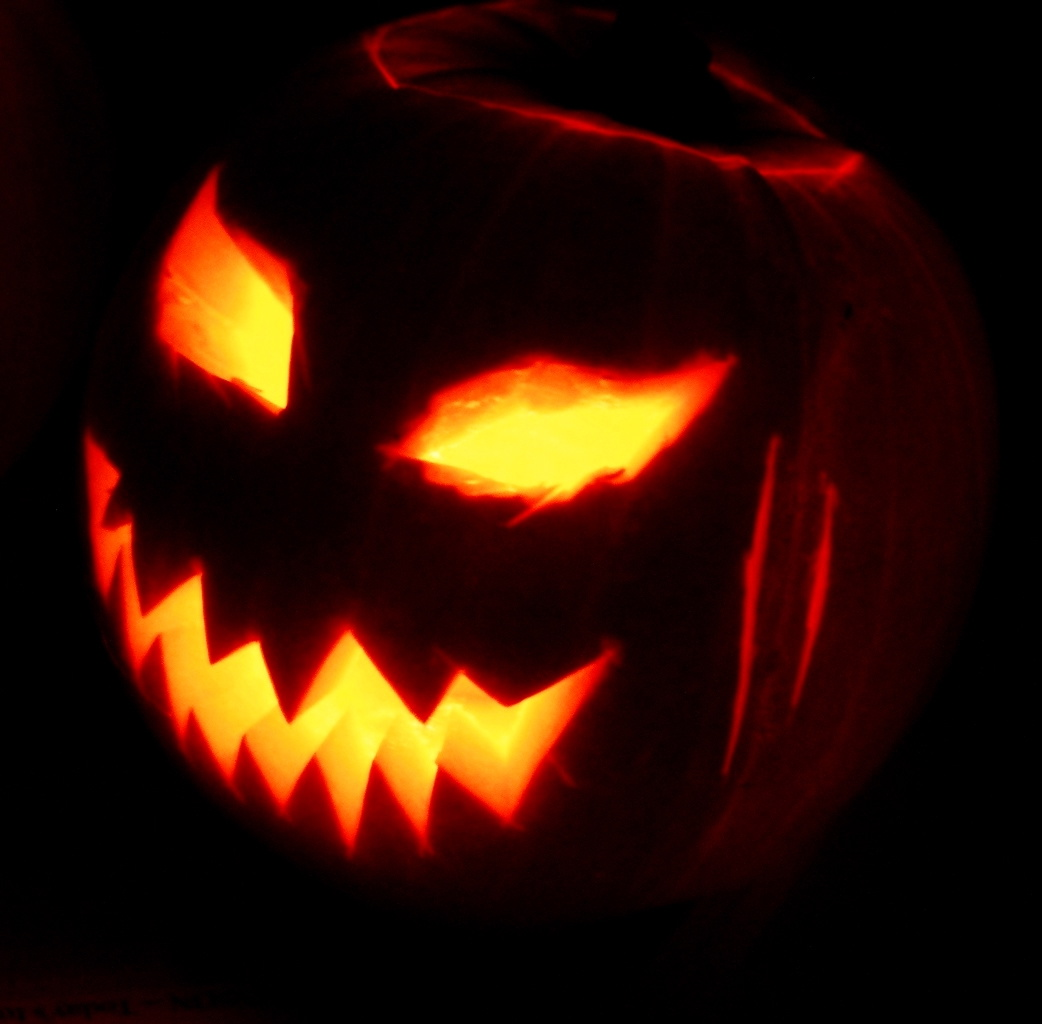
Ліхтар із гарбуза

### Ліхтар із гарбуза
Ліхтар із гарбуза (англ. Jack-o'-lantern — «Джек-ліхтар») — один з основних атрибутів Хеллоуїна, що представляє собою плід гарбуза, з якого вирізають зловісно усміхнене обличчя, а всередину поміщають запалену свічку (традиційним підсвічуванням є свічка, проте сьогодні часто використовується електричне підсвічування).

## Галерея

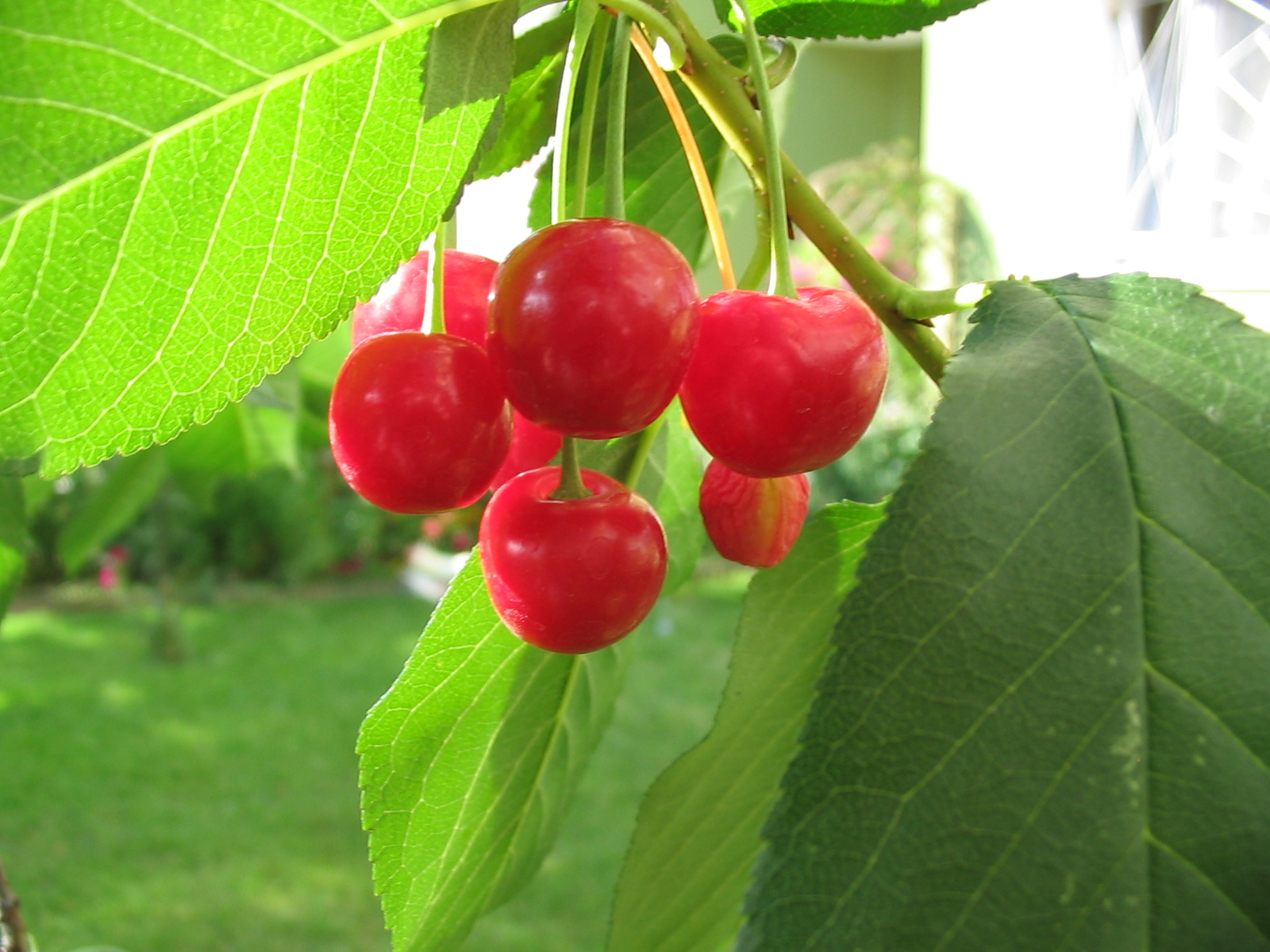
Кістянки вишні
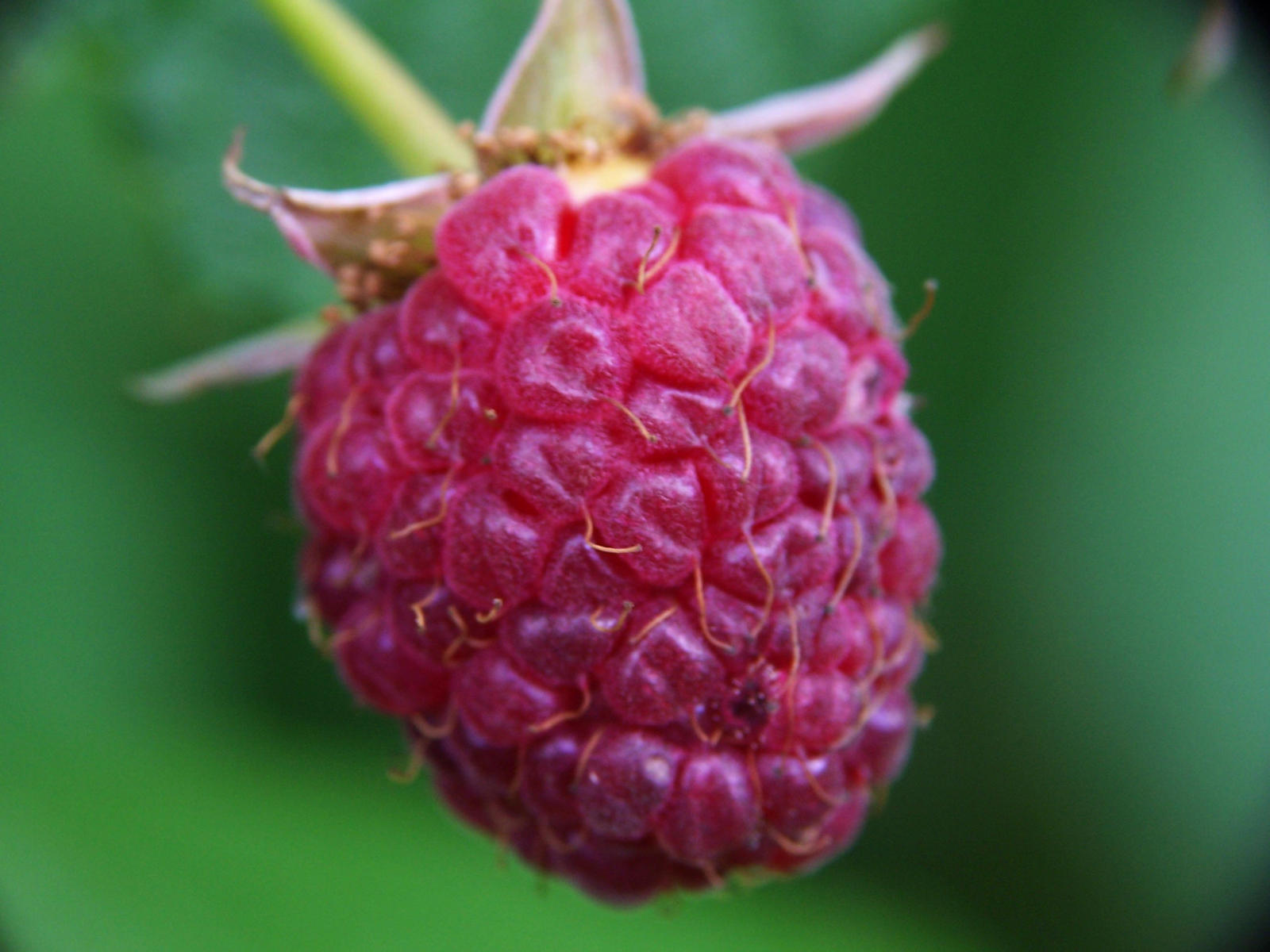
Складна кістянка малини
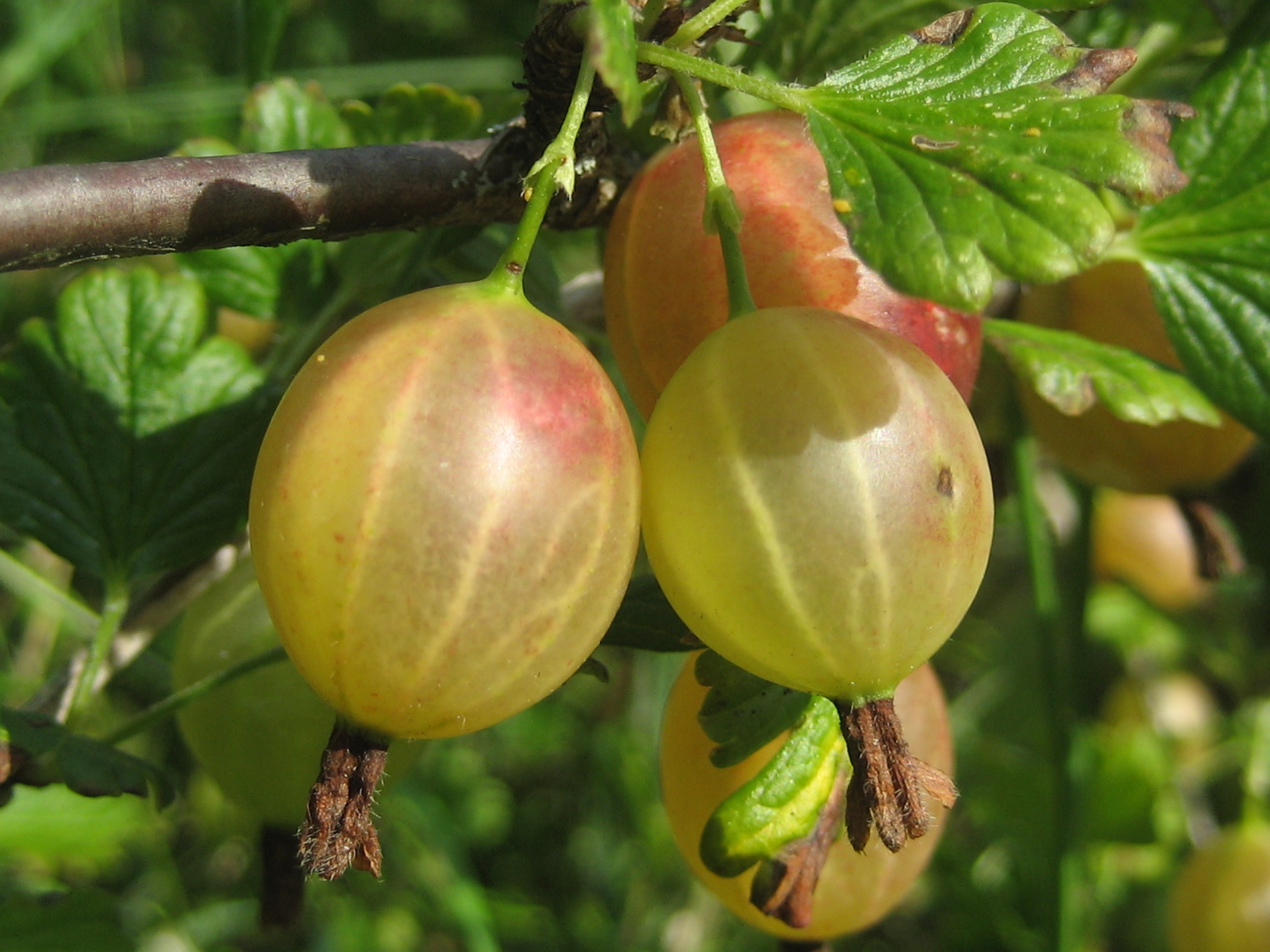
Ягоди аґрусу
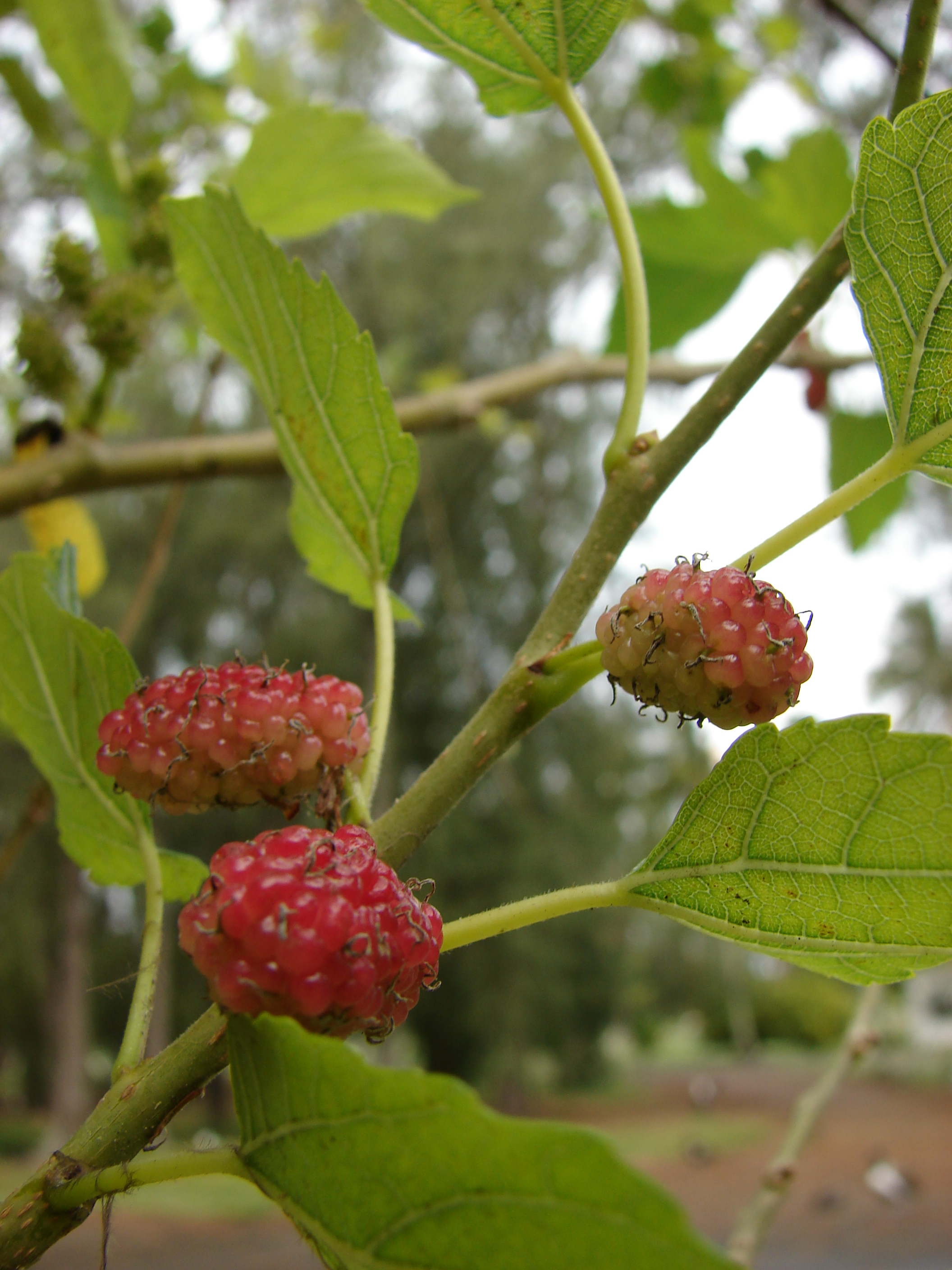
Супліддя шовковиці
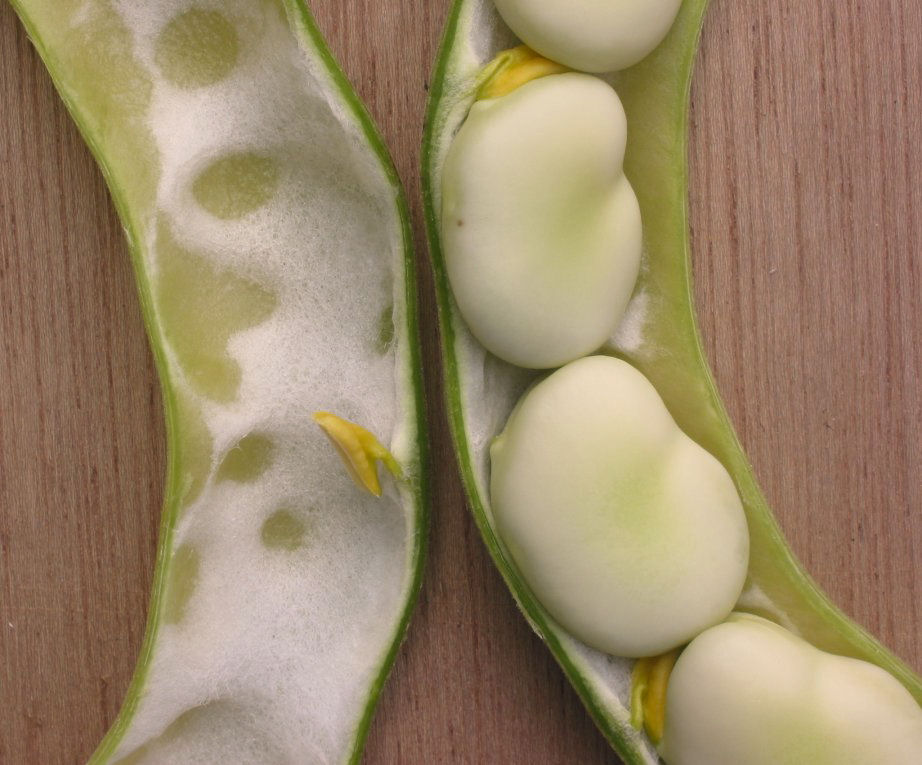
Біб кінський
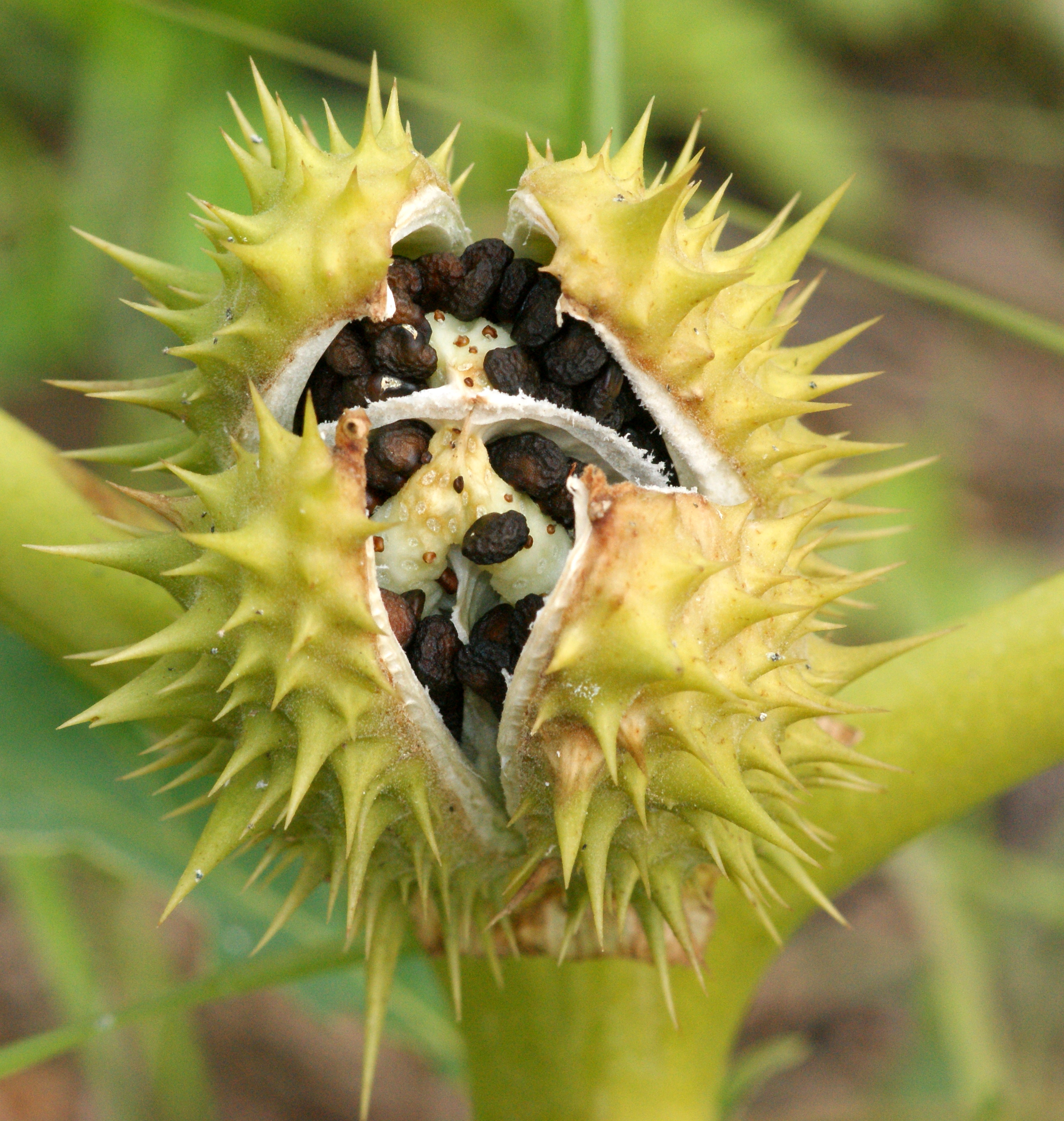
Коробочка дурману
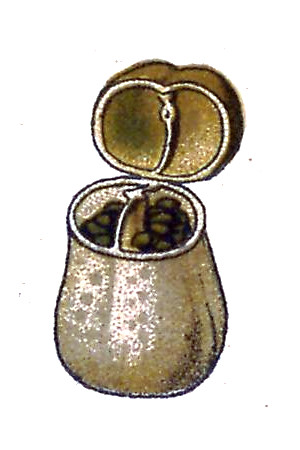
Коробочка блекоти
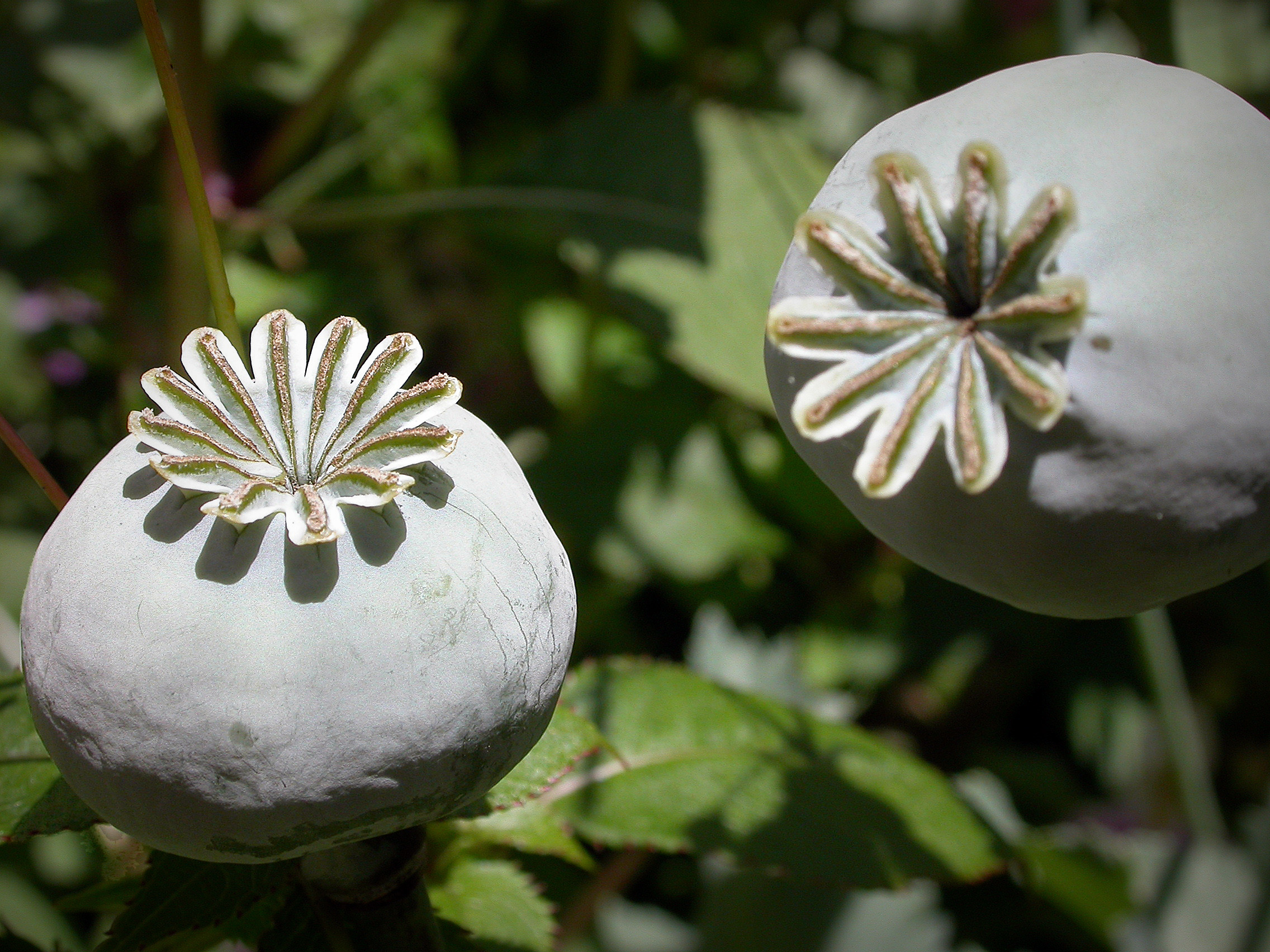
Коробочки маку
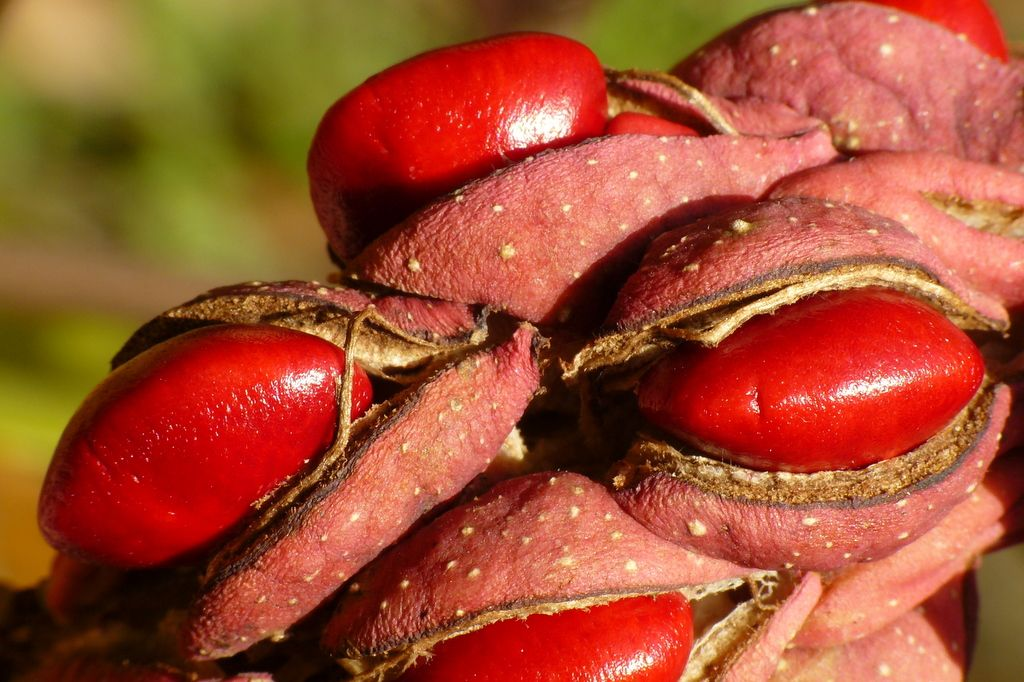
Листянка магнолії
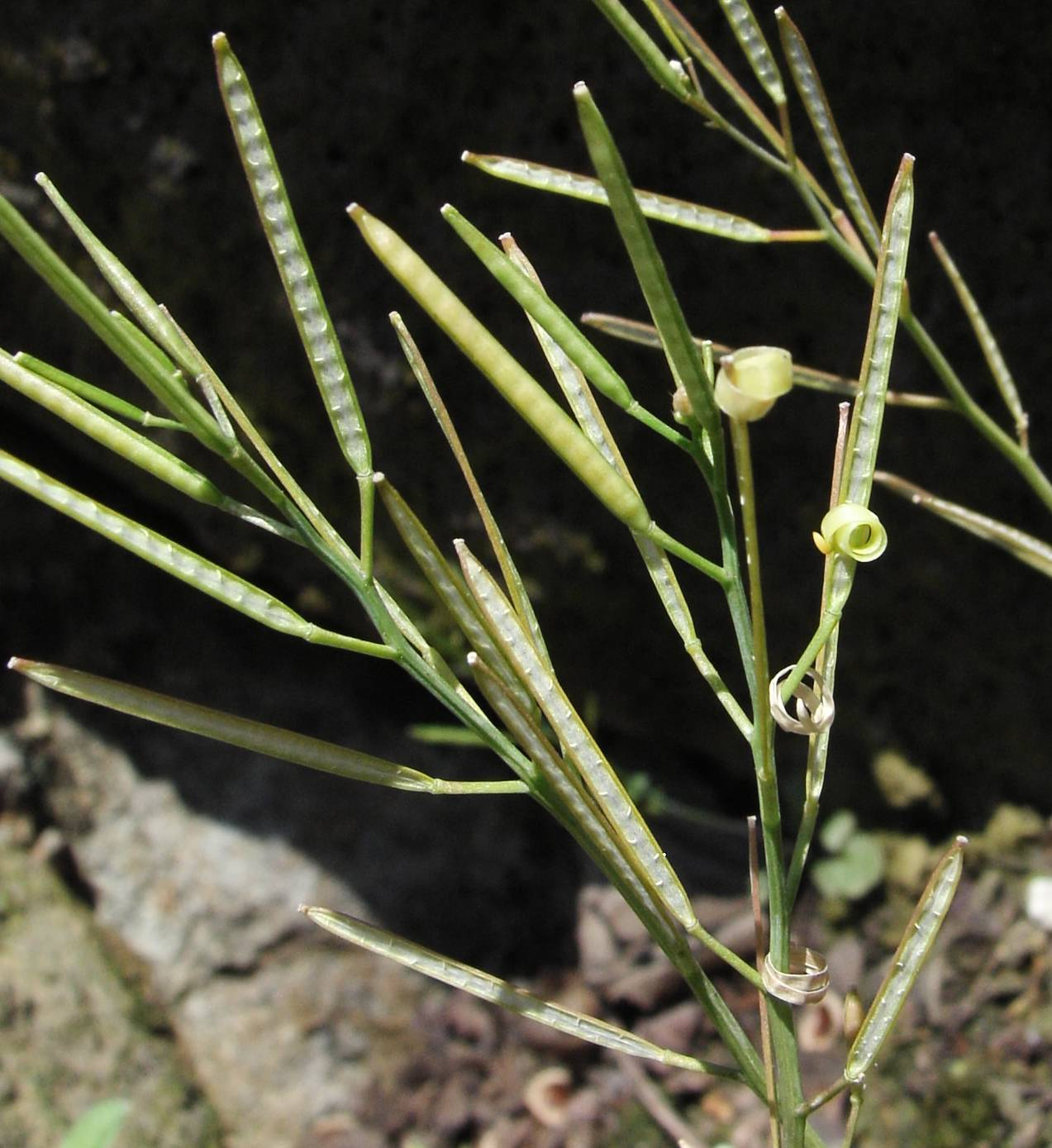
Стручки жерухи
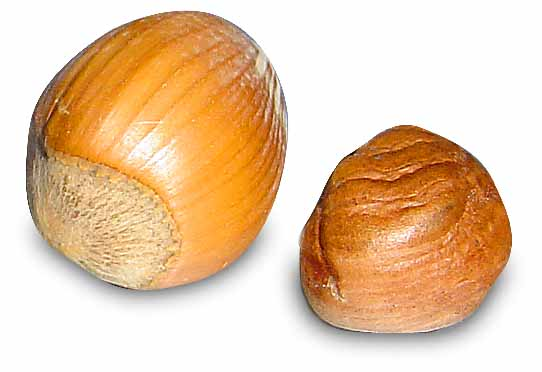
Горіх ліщини (ліворуч). Праворуч — без шкаралупи.
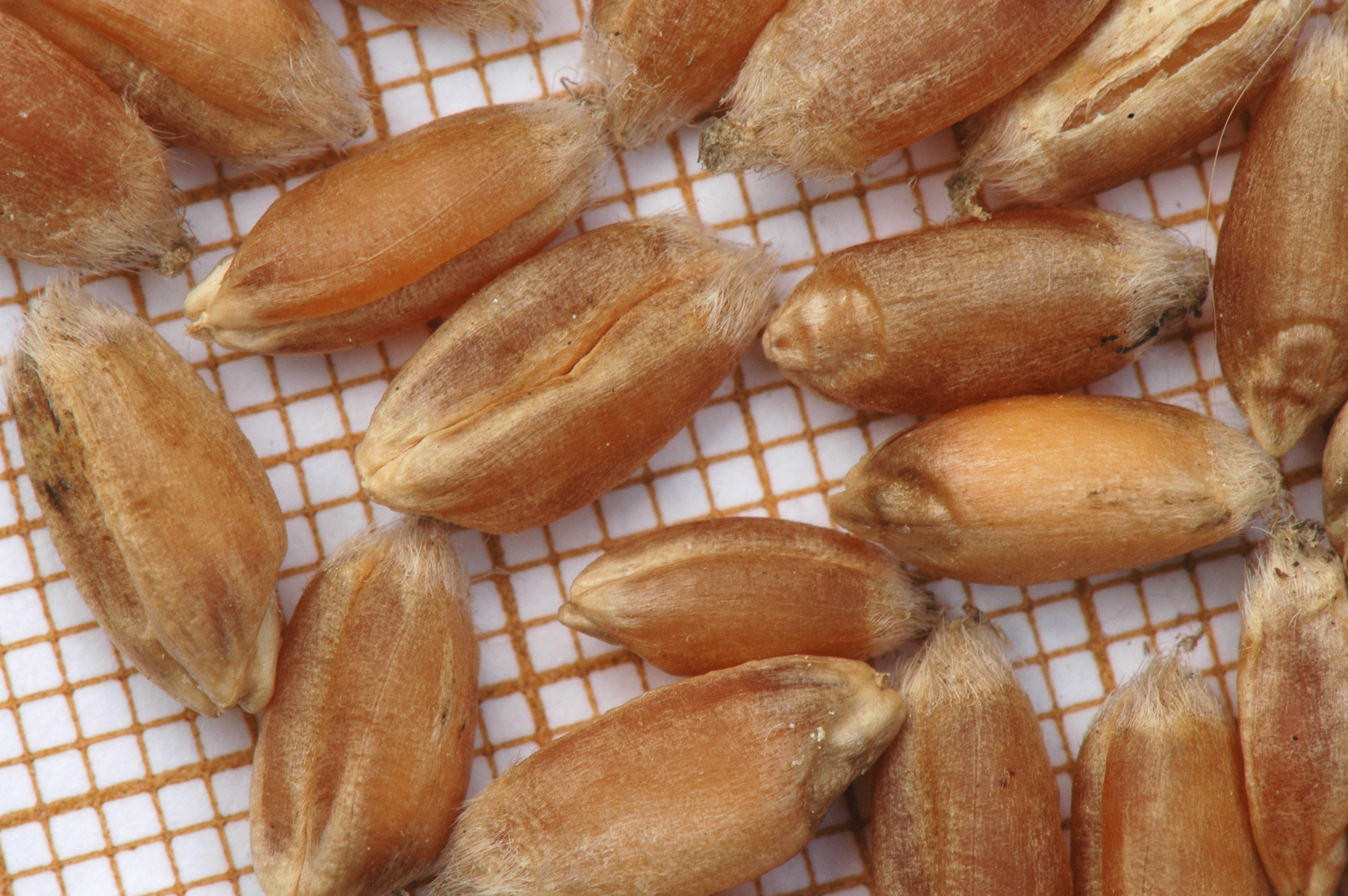
Зернівки тритикале
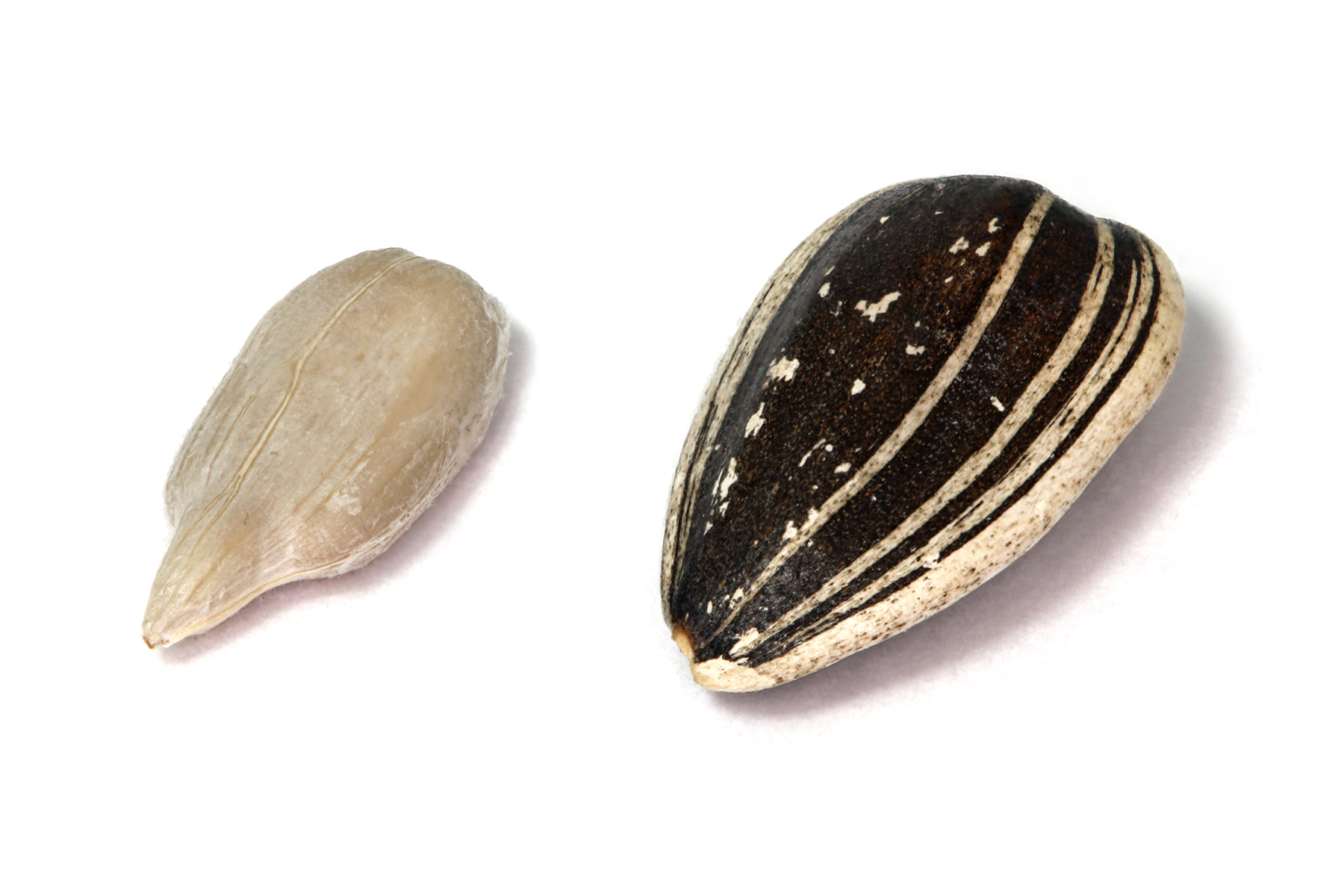
Сім'янка соняшника (праворуч). Ліворуч — без шкаралупи.
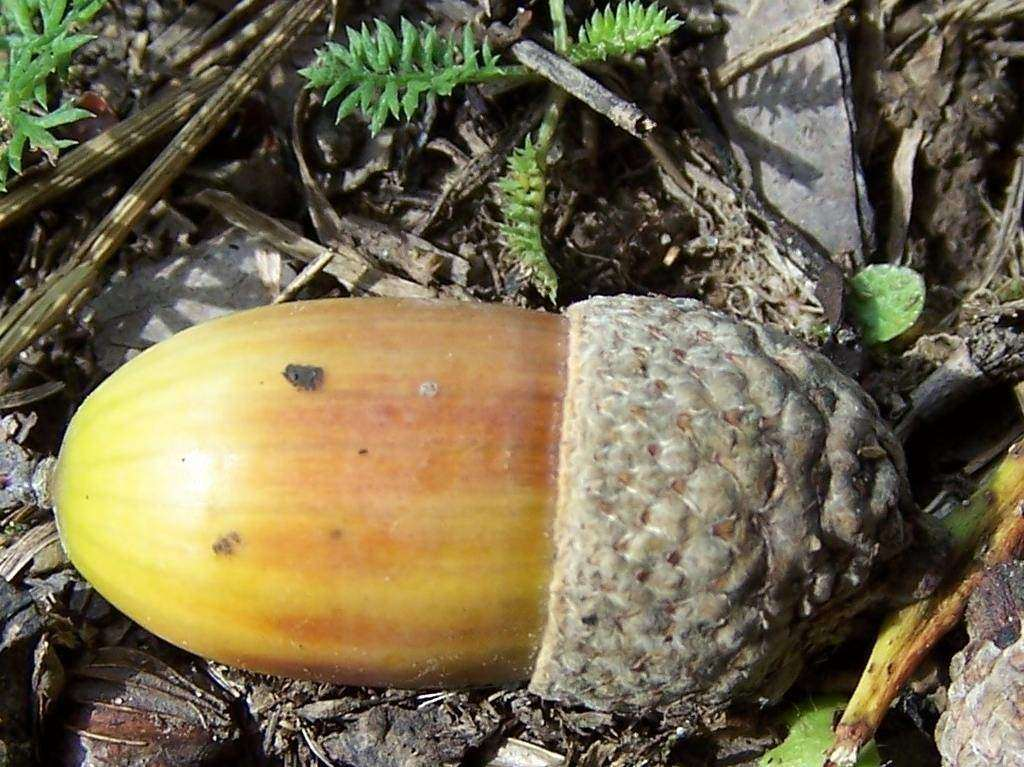
Плід дуба — жолудь.